# List do świata
List do świata – trzeci album polskiej grupy Pod Budą, złożony z 12 nagrań dokonanych przez zespół dla radia w latach 1980–1985.
Muzyka, jak i na poprzednich płytach zespołu, skomponowana była przez Jana Hnatowicza i Andrzeja Sikorowskiego, teksty pisane przez Andrzeja Sikorowskiego. Album zawiera m.in. trzy pastorałki, powstałe w latach 1980–1984 (których nowe wersje kilka lat później weszły w skład albumu kompaktowego 17 zim. Podczas nagrywania tej płyty miejsce Jana Hnatowicza zajął gitarzysta Marek Tomczyk, który pozostał w zespole Pod Budą i razem z Andrzejem Sikorowskim, Anną Treter i Andrzejem Żurkiem stanowi niezmienny od lat trzon grupy. Autorem projektu graficznego okładki jest Jerzy W. Bielecki.
Na reedycji CD albumu List do świata znajdują się cztery bonus tracki nagrane dla Polskiego Radia w latach 1980 i 1985), w tym utwór „Prośba o buty siedmiomilowe”, do którego muzykę napisał Marek Tomczyk.
Utwory z płyty List do świata można usłyszeć w recitalu telewizyjnym Grupy Pod Budą „List do świata – piosenki dla dzieci i dorosłych” zrealizowanym w 1986 przez TVP Kraków.
Winylowy album wydany został w 1987 przez wydawnictwo Wifon (LP 108). Reedycja na CD: Pomaton EMI w 2002.

## Muzycy
- Anna Treter – śpiew, fortepian
- Jan Budziaszek – perkusja
- Andrzej Sikorowski – śpiew, gitara akustyczna
- Marek Tomczyk – gitara elektryczna
- Andrzej Żurek – gitara basowa, chórki

gościnnie:
- Jerzy Dąbrowski – perkusja („Pastorałka dla poetów” i „Piosenka na karnawał”)
- Jan Hnatowicz – gitara akustyczna i elektryczna („Pastorałka dla poetów” i „Piosenka na karnawał”)
- Paweł Ostafil – harmonijka ustna („Historia jednego wyznania”)
- Wacław Smoliński – trąbka („Kiedy usłyszę dobre słowo”)

W nagraniach bonusowych udział wzięli:
- Anna Treter – śpiew („A kiedy mi się znudzi”)
- Jan Budziaszek – perkusja
- Krzysztof Gawlik – skrzypce („A kiedy mi się znudzi”)
- Jan Hnatowicz – gitara akustyczna
- Andrzej Sikorowski – śpiew, gitara akustyczna, mandolina
- Marek Tomczyk – gitara akustyczna i elektryczna
- Andrzej Żurek – gitara basowa

## Lista utworów
Strona A
| 1. | „Czemu?” (muz. i sł. A. Sikorowski)                                | 2:00  |
|    |                                                                    |       |
| 2. | „List do świata” (muz. i sł. A. Sikorowski)                        | 3:10  |
|    |                                                                    |       |
| 3. | „Majka ogląda mieszkanie” (muz. i sł. A. Sikorowski)               | 3:30  |
|    |                                                                    |       |
| 4. | „Historia jednego wyznania” (muz. J. Hnatowicz, sł. A. Sikorowski) | 3:05  |
|    |                                                                    |       |
| 5. | „Pastorałka dla córki” (muz. i sł. A. Sikorowski)                  | 2:20  |
|    |                                                                    |       |
| 6. | „Pastorałka dla poetów” (muz. J. Hnatowicz, sł. A. Sikorowski)     | 3:10  |
|    |                                                                    |       |
| 7. | „Piosenka na karnawał” (muz. J. Hnatowicz, sł. A. Sikorowski)      | 2:30  |
|    |                                                                    |       |
|    |                                                                    | 19:45 |
|    |                                                                    |       |
Strona B
| 1. | „Kiedy usłyszę dobre słowo” (muz. J. Hnatowicz, sł. A. Sikorowski)   | 4:55  |
|    |                                                                      |       |
| 2. | „Prośba o jedną spokojną noc” (muz. J. Hnatowicz, sł. A. Sikorowski) | 3:20  |
|    |                                                                      |       |
| 3. | „W moim znaku waga” (muz. i sł. A. Sikorowski)                       | 3:35  |
|    |                                                                      |       |
| 4. | „Oglądamy niebo lipcowe” (muz. J. Hnatowicz, sł. A. Sikorowski)      | 4:30  |
|    |                                                                      |       |
| 5. | „Kraków, Piwna 7” (muz. i sł. A. Sikorowski)                         | 3:40  |
|    |                                                                      |       |
|    |                                                                      | 20:00 |
|    |                                                                      |       |
Bonus tracki (tylko na reedycji CD):
| 1. | „Majka przyjmuje defiladę” (muz. J. Hnatowicz, sł. A. Sikorowski)  | 4:33  |
|    |                                                                    |       |
| 2. | „Prośba o buty siedmiomilowe” (muz. M. Tomczyk, sł. A. Sikorowski) | 2:00  |
|    |                                                                    |       |
| 3. | „Piosenka na mandolinę i flet” (muz. i sł. A. Sikorowski)          | 1:43  |
|    |                                                                    |       |
| 4. | „A kiedy mi się znudzi” (muz. i sł. A. Sikorowski)                 | 2:55  |
|    |                                                                    |       |
|    |                                                                    | 11:11 |
|    |                                                                    |       |